# Odilon Goyette
Odilon Goyette, né le 3 novembre 1842 et mort le 5 septembre 1921 à Saint-Constant, est un cultivateur et homme politique québécois.

## Biographie
De 1887 à 1890, il est député de La Prairie à l'Assemblée législative du Québec.